# تويوتا ويش
تويوتا ويش  (بالإنجليزية: Toyota WISH)‏ هي سيارة فان صغيرة انتجتها شركة السيارات اليابانية تويوتا.